# Le Thuit-Simer
 Le Thuit-Simer  là một xã thuộc tỉnh Eure trong vùng Normandie miền bắc nước Pháp.

## Huy hiệu
| Arms of Le Thuit-Simer | The arms of Le Thuit-Simer are blazoned: Or, 2 bends gules, overall a lion azure, the shield itself fimbriated argent. |